# Brasão de Pereira Barreto

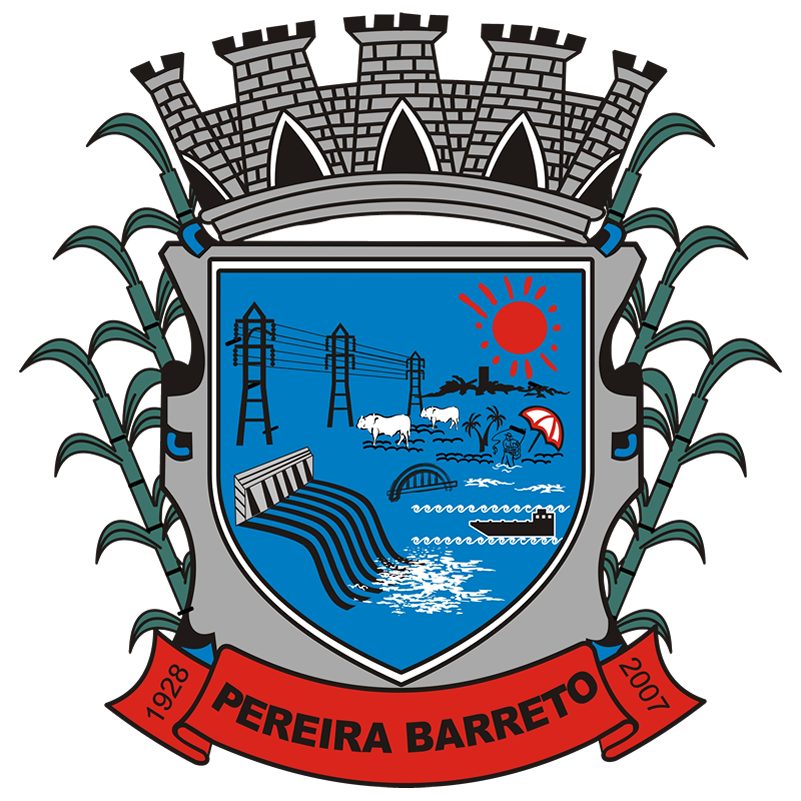
Brasão da Estância Turística de Pereira Barreto

O Brasão de Pereira Barreto é um símbolo de Pereira Barreto, município do estado de São Paulo, Brasil.
Tem como cores o preto, o vermelho, o branco, o verde, o azul e o prata. Nele estão simbolizados: os japoneses fundadores, a pesca, a praia, a cana-de-açúcar, a pecuária e a fonte de energia do município.